# 乔治·雷耶斯
乔治·雷耶斯是Google公司的首席财务官，也是BEA Systems和赛门铁克的主管。
在2007年8月28日，乔治·雷耶斯宣布他会在不久的将来从Google公司退休，并且会帮助Google做好CFO换班工作。在2008年8月12日，帕特里克·皮切特接續雷耶斯的工作。
2023年11月8日過世，享年69歲。